# Maksim Lewicki
Maksim Anatoljewicz Lewicki, ros. Максим Анатольевич Левицкий, ukr. Максим Анатолійович Левицький, Maksym Anatolijowicz Łewycki (ur. 26 listopada 1972 w miejscowości Szachty, obwód rostowski, Rosyjska FSRR) – rosyjski piłkarz pochodzenia ukraińskiego, grający na pozycji bramkarza, reprezentant Ukrainy. Zmienił obywatelstwo ukraińskie na rosyjskie.

## Kariera piłkarska

### Kariera klubowa
W 1992 rozpoczął karierę piłkarską w Tawrii Symferopol. W sezonie 1999/2000 bronił barw Czernomorca Noworosyjsk. Sezon 2000/2001 zaliczył we francuskim AS Saint-Étienne. Następnie występował w rosyjskich klubach Spartak Moskwa, Czernomoriec Noworosyjsk, Dinamo Moskwa, Sibir Nowosybirsk, Terek Grozny i FK Rostów. Z Spartakiem Moskwa zdobył Mistrzostwo Rosji w 2001. W związku z limitem na piłkarzy zagranicznych był zmuszony przyjąć obywatelstwo rosyjskie.

### Kariera reprezentacyjna
31 maja 2000 zadebiutował w reprezentacji Ukrainy w spotkaniu towarzyskim z Anglią przegranym 0:2. Wszedł na boisko w 85 minucie. Łącznie rozegrał 8 gier reprezentacyjnych.

## Sukcesy i odznaczenia

### Sukcesy klubowe
- finalista Pucharu Ukrainy: 1994
- mistrz Rosji: 2001
- brązowy medalista Mistrzostw Rosji: 2002
- finalista Pucharu Rosji: 2003
- finalista Pucharu Rosyjskiej Priemjer-Ligi: 2003
- mistrz Pierwszej Ligi Rosji: 2008

### Sukcesy indywidualne
- wybrany do listy 33 najlepszych piłkarzy Ukrainy: nr 2 (2001), nr 3 (2000)
- wybrany do listy 33 najlepszych piłkarzy Rosji: nr 3 (2001)
- członek Klubu Jewhena Rudakowa: 102 mecze na "0"

### Odznaczenia
- tytuł Mistrza Sportu Ukrainy: 1994
- tytuł Mistrza Sportu Rosji: 2001